# Disocijativni poremećaji osobnosti
Disocijativni poremećaji ili disocijativni poremećaj osobnosti obilježeni su promjenama bolesnikova osjećaja identiteta, njegova pamćenja ili svijesti. Osobe s tim poremećajem mogu zaboraviti bitne događaje iz svoje prošlosti, ili pak privremeno zaboraviti tko su, ili čak poprimiti novi identitet. Mogu čak i odlutati iz svoje uobičajene okoline u nepoznatom smjeru.

## Disocijativna amnezija
Osoba s disocijativnom amnezijom odjednom se nije u stanju prisjetiti bitnih osobnih podataka, obično nakon neke stresne epizode, a praznine u pamćenju odveć su velike da bi ih se moglo objasniti uobičajenom zaboravnošću. Gubitak pamćenja najčešće se odnosi na sve događaje tijekom ograničenog razdoblja nakon nekog traumatskog iskustva, npr. smrti voljene osobe. Nešto rjeđe, amnezija se odnosi samo na odabrane događaje tijekom ograničenog razdoblja stresa; nastavlja se neprekinuto od traumatskog događaja do sadašnjice; ili je potpuna ili obuhvaća cijeli život bolesnika. Tijekom trajanja amnezije, ponašanje osobe ne pokazuje neke značajne promjene, osim što zbog gubitka pamćenja može doći do određene dezorijentacije i besciljnog lutanja. U slučaju potpune amnezije, bolesnik ne prepoznaje rođake, prijatelje, no i dalje može razgovarati, čitati, razmišljati, a vjerojatno zadržava i nadarenosti i prethodno stečena znanja o svijetu i snalaženju u njemu. Epizoda amnezije može trajati nekoliko sati ili čak nekoliko godina, a obično se gubi podjednako naglo i iznenadno kao što se i pojavila, s potpunim oporavkom i vrlo malim izgledima za ponovno pojavljivanje.
Gubitak pamćenja također je česta pojava u mnogim organskim moždanim poremećajima, kao i u poremećajima vezanim uz psihoaktivne tvari. No, takve oblike amnezije može se prilično lagano razlikovati i prepoznati (u degenerativnim bolestima mozga pamćenje se polako osipa tijekom duljeg razdoblja i nije vezano uz stresni događaj; gubitak pamćenja nakon traumatske ozljede mozga ili zloupotrebe psihoaktivnih tvari lako možemo povezati s doživljenom traumom ili vrstom psihoaktivne tvari).

## Disocijativna fuga
Ako osoba ne postane samo iznenadno i potpuno amnezična, nego odjednom napusti dom i poprimi novi identitet, postavlja se dijagnozu disocijativne fuge. Katkada poprimanje novog identiteta može biti vrlo složeno i razrađeno, pa bolesnik uzima novo ime i prezime, zasniva novi dom, nalazi novo zaposlenje, pa čak i novi skup obilježja ličnosti. Bolesnik čak može uspjeti uspostaviti prilično složen društveni život, ne propitujući samog sebe o nesposobnosti da se prisjeti prošlosti. Međutim, češće je da se novi život ne kristalizira do te mjere, a fuga je relativno kratkotrajna. Fuga se obično sastoji od ograničenog, ali naizgled svrhovitog putovanja, tijekom kojeg su socijalni kontakti svedeni na najmanju mjeru ili posve prekinuti. Fuge se tipično pojavljuju nakon što osoba doživi neki težak stres, poput bračne svađe, prekida osobnih odnosa što dovodi do osjećaja odbačenosti, sudjelovanja u ratu ili prirodne katastrofe. oporavak je prilično potpun, a vrijeme potrebno da se do njega dođe razlikuje se od osobe do osobe; bolesnik se ne može prisjetiti zbivanja tijekom trajanja fuge.

## Disocijativni poremećaj identiteta
Za dijagnosticiranje disocijativnog poremećaja identiteta, DPI (ili poremećaja višestruke ličnosti, PVL) potrebno je da osoba ima barem dva odvojena ego-stanja (alter-ega, dvojnika), s različitim modusima bivanja i osjećanja, što djeluju kao posve neovisna jedan o drugome, pojavljujući se i upravljajući sviješću u različitim razdobljima. Praznine u pamćenju također su uobičajene i uzrokovane su činjenicom da barem jedan alter-ego nema dodira s ostalima. Također, postojanje takvih dvojnika mora biti kronično i teško (uzrokujući znatan poremećaj životnog tijeka); tu nije riječ o privremenoj promjeni uzrokovanoj, primjerice uzimanjem neke droge.
Svaki dvojnik je potpuno integriran i složen, s vlastitim oblicima ponašanja, uspomenama i međuljudskim odnosima: svaki određuje narav i djelovanje osobe, kad je on "na vlasti". Obično su dvojnici posve različite ličnosti, čak uzajamne suprotnosti (jedna može biti ljevak a druga dešnjak; mogu nositi naočale s različitom dioptrijom i biti alergične na različite stvari). Izvorna i podređene ličnosti sve su svjesne izgubljenih vremenskih razdoblja, a glasovi drugih mogu katkad odjekivati u njihovoj svijesti, iako one ne znaju čiji su to glasovi. Kad pojedinac ima više od dva dvojnika, svaki od njih može u određenoj mjeri biti svjestan postojanja ostalih (oni čak mogu međusobno razgovarati i postati nerazdvojni prijatelji).
Disocijativni poremećaj identiteta obično započinje tijekom ranog djetinjstva, no rijetko ga dijagnosticiramo prije adolescencije. To je kronični i ozbiljniji poremećaj od ostalih disocijativnih poremećaja, a i oporavak može biti nepotpun. Ovaj poremećaj mnogo je učestaliji kod žena nego kod muškaraca, i obično je praćen i drugim dijagnozama – posebice depresijom, graničnim poremećajem ličnosti i somatizacijom. 
Obično je praćen glavoboljama, zlouporabom psihoaktivnih tvari, fobijama, suicidalnim idejama i oblicima ponašanja usmjerenim protiv samoga sebe. Slučajeve disocijativnog identiteta u popularnom tisku često pogrešno opisuju kao shizofrene reakcije. Rascjep ličnosti, razlikuje se od rascjepa između spoznaje i afekta na kakvom se temelji shizofreno ponašanje.
Iako je poremećaj formalno prihvaćen time što je uključen u službeni dijagnostički priručnik, njegovo postojanje proturječi čvrsto ukorijenjenom uvjerenju da je svako tijelo "nastanjeno" samo jednom osobom.

## Depersonalizacija
Poremećaj u kojem je bolesnikovo opažanje ili iskustvo vlastitog ja promijenjeno na zabrinjavajući i ometajući način. U epizodi depersonalizacije, osobe posve iznenada izgube osjećaj vlastitog ja. Može im se činiti da im se izrazito mijenja veličina vlastitih udova, da su napustile vlastito tijelo i da same sebe promatraju s udaljenosti. Katkad se osjećaju poput mehaničkog stroja, kao da su i oni i drugi ljudi zapravo roboti, ili se pak kreću kao da su u snu, u svijetu što je izgubio svoju realnost. Slične, ali intenzivnije epizode, katkad se pojavljuju u shizofreniji. Međutim, iskustvo shizofrene osobe nema tu "kao da" kvalitetu o kojoj govori osoba s depersonalizacijom; nasuprot tome udaljavanje shizofrene osobe od vlastitog ja stvarno je i potpuno.